# TvyNovelas
TVyNovelas – meksykański magazyn wydawany przez Editorial Televisa
Jest publikowany w 5 krajach: USA, Portoryko, Argentynie, Chile i w Kolumbii. Jest to jeden z najbardziej znanych papierowych magazynów w Meksyku. Tematyką magazynu są przede wszystkim telenowele. Magazyn przyznaje nagrody podczas uroczystości dla najlepszych telenowel i TV show każdego roku (Premios TVyNovelas) transmitowana jest ta uroczystość przez program telewizyjny Televisa in dla Meksyku i program Univision dla Stanów Zjednoczonych.
TvyNovelas jest najbardziej czytaną hiszpańską gazetą w USA. Wysłane są do niej listy czytelników, a redaktorzy odpisują im i udzielają rad w trudnych sytuacjach życiowych.